# Achorophora divergens
Achorophora divergens är en insektsart som beskrevs av Brimblecombe 1957. Achorophora divergens ingår i släktet Achorophora och familjen pansarsköldlöss. Inga underarter finns listade i Catalogue of Life.